# مدزانة
مِدِزانة أو مِدِزانو أو (نقحرة: ميديزانو) (بالإيطالية: Medesano)‏ هي بلدية في مقاطعة بارما في إقليم إميليا رومانيا الإيطالي.

## السكان
في سنة 1861 بلغ عدد السكان 4٬370 نسمة، وتطور العدد ليصل في سنة 2011 لـ 10٬663 نسمة.
يظهر هذا المخطط البياني تطور النمو السكاني لـمِدِزانة